# Жибо, Клер
Клер Жибо (фр. Claire Gibault; род. 31 октября 1945, Ле-Ман) — французский дирижёр и политик.

## Музыкальная карьера
Дочь профессора консерватории в своём родном городе. В 1958 году окончила её по классам скрипки и камерного ансамбля, после чего продолжила образование в Парижской консерватории, окончив её в 1969 году как дирижёр.
В 1976—1983 гг. возглавляла камерный оркестр в Шамбери, затем работала ассистенткой руководителя Лионской оперы Джона Элиота Гардинера. В 1995 году стала первой женщиной, вставшей за дирижёрский пульт театра Ла Скала (по случаю постановки там оперы Фабио Вакки «Купальня» (фр. La Station thermale), ранее шедшей в Лионе); с лионским составом осуществила запись этой оперы. В 1997 г. дирижировала Берлинским филармоническим оркестром при исполнении оперы Вольфганга Рима «Якоб Ленц». Работала как оперный дирижёр во многих театрах Италии, Великобритании и других европейских стран, на Глайндборнском фестивале и фестивале Флорентийский музыкальный май.
В 2010 году опубликовала мемуарную книгу «Музыка голыми руками: страстное странствие женщины-дирижёра» (фр. La musique à mains nues: Itinéraire passionné d'une femme chef d'orchestre).

## Политическая карьера
В 2004 году была избрана в Европейский парламент по списку Союза за французскую демократию (каденция до 2009 года). В Европарламенте входила в состав комиссий по культуре, образованию и правам женщин, была докладчиком по резолюции по социальному статусу творческих работников в Европе, принятой 7 июня 2007 года. На выборах 2007 года баллотировалась в Парламент Франции в Париже и заняла третье место с 14 % голосов, проиграв Пьеру Леллюшу. После этого перешла в партию Гражданский альянс за демократию в Европе и в 2008 году была избрана в муниципальное собрание IX округа Парижа. В 2010 году назначена членом Экономического, социального и экологического совета.
Лауреат ряда наград, в том числе офицер Ордена Академических пальм, кавалер Ордена «За заслуги», кавалер Ордена Почётного легиона.